# Lahomea (Ort)
Lahomea ist ein osttimoresischer Ort im Suco Lahomea (Verwaltungsamt Maliana, Gemeinde Bobonaro). Das Dorf liegt im Norden der Aldeia Lahomea. Durch Lahomea führt die Überlandstraße von der Gemeindehauptstadt Maliana zum Ort Bobonaro. Südöstlich liegt an der Straße die Dorf Lesubotang, nordwestlich schließt sich das Dorf Haubai an das Dorf Lahomea an.
Im Dorf Lahomea befinden sich eine Grundschule und eine Sendeanlage der Telkomcel.